# Atrpet
Atrpet, pseudonimo di Sargis Mubayeajian (in armeno Սարգիս Մուբայաջյան?; 31 gennaio 1860 – 1937), è stato uno scrittore armeno.

## Biografia
Formatosi a Kars e a Costantinopoli, visse principalmente in Transcaucasia, vagando da una città all'altra (Alessandropoli, Tiflis, Akhalkalaki, Baku ecc.), e a Tabriz. Verso la fine dell'Ottocento fu incarcerato dal governo russo per le sue attività politiche nelle file del partito Hunchak. Visitò l'Europa tra il 1905 e il 1906 e trascorse il resto della sua vita ad Alessandropoli (poi Leninakan, ora Gyumri, in Armenia). Molte delle sue opere sono state pubblicate in diversi periodici armeni e non sono mai state raccolte. Atrpet era noto anche per i suoi articoli sulla storia e sulla numismatica armena.
Viene principalmente ricordato come autore del popolare romanzo Tjvjik.